# سانتا يوغينيا دي بيرغا
بلدية سانتا أوجينيا دي بيرغا (بالكاتالانية: Santa Eugènia de Berga) هي إحدى بلديات مقاطعة برشلونة، والتي تقع في منطقة كاتالونيا، شرق إسبانيا.
يبلغ عدد سكانها 2.194 نسمة وفقاً لإحصائية سنة (2007).